# Verbena tampensis
Verbena tampensis — вид трав'янистих рослин родини Вербенові (Verbenaceae), ендемік Флориди (США).

## Опис

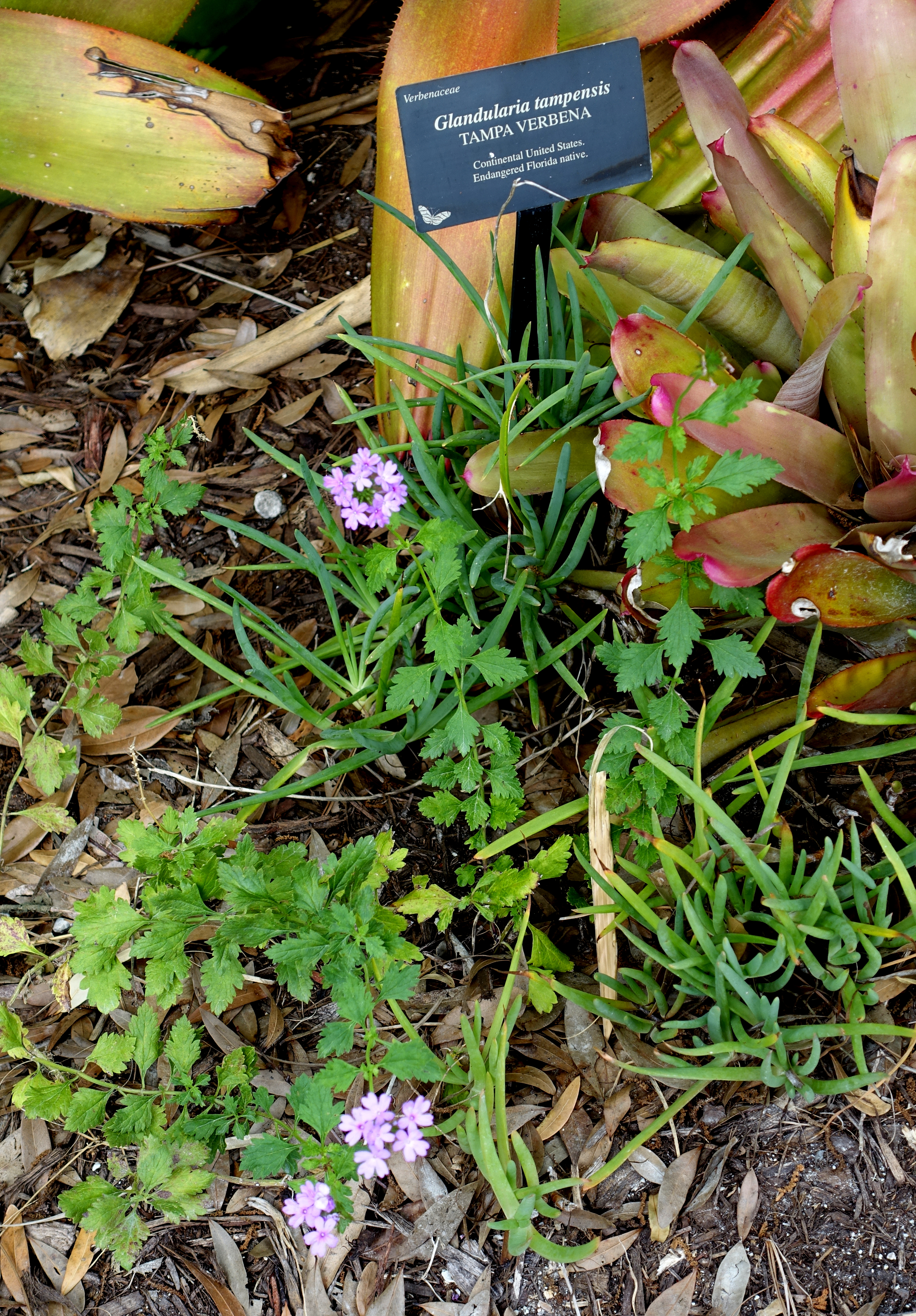

Це недовговічна багаторічна рослина заввишки 30–46 см. Квіти пурпурові.

## Поширення
Ендемік Флориди (США).